# Resolució 1915 del Consell de Seguretat de les Nacions Unides
La Resolució 1915 del Consell de Seguretat de les Nacions Unides fou adoptada per unanimitat el 18 de març de 2010. Després de recordar les resolucions 827 (1993), 1581 (2005), 1597 (2005), 1613 (2005), 1629 (2005), 1660 (2006), 1800 (2008), 1837 (2008), 1849 (2008), 1877 (2009) i 1900 (2009), el Consell, actuant sota el Capítol VII de la Carta de les Nacions Unides, va permetre un augment temporal dels jutges al Tribunal Penal Internacional per a l'antiga Iugoslàvia (TPII) a servir més enllà de l'expiració del seu mandat perquè puguin completar el treball en els casos en què estaven involucrats.
El Consell va assenyalar que, en la seva Resolució 1900, el nombre de jutges podia superar el màxim de dotze previstos en l'Estatut del Tribunal Internacional fins a un màxim de tretze, i tornar a dotze al final de març de 2010. Tanmateix, degut a circumstàncies imprevistes això no es produiria a causa d'un retard en el lliurament de la sentència en el cas de Vujadin Popović. En aquest sentit, el Consell estava convençut de la conveniència de permetre l'augment temporal del nombre total de magistrats ad litem.
El Tribunal Penal Internacional per a l'antiga Iugoslàvia, establert en la Resolució 827 (1993), va ser un tribunal de les Nacions Unides que jutjava els crims de guerra que es van produir durant les els conflictes de principis dels anys noranta a l'antiga República Federal Socialista de Iugoslàvia.